# Kanshin-ji
Le Kanshin-ji (観心寺) est un temple bouddhiste situé à Kawachinagano, préfecture d'Osaka au Japon.

## Propriétés culturelles
- Trésor national du Japon
  - Bâtiment principal (kondō)
  - Mokuzō Nyoirinkan-nonzazō
  - Kanshin-ji Engishizaichō

- Bien culturel important du Japon
  - Shoin
  - Tatekakenotō
  - Kariteimotendō